# Občina Tišina
Občina Tišina (slovinsky Občina Tišina) je jednou z 212 občin ve Slovinsku. Nachází se na severovýchodě státu v Pomurském regionu na území historického Zámuří. Občinu tvoří 12 sídel, její rozloha je 38,8 km² a k 1. lednu 2017 zde žilo 4 012 obyvatel. Správním střediskem občiny je vesnice Tišina.

## Geografie
Občina při západním okraji hraničí s Rakouskem, přičemž téměř v celé délce tvoří hranici potok Kučnica (německy Kutschenitza). Povrch je nížinatý, nadmořská výška území je zhruba od 190 do 205 m. Nejvýznamnějším vodním tokem je řeka Mura, podél které se rozkládají lužní lesy.

## Členění občiny
Občina se dělí na sídla: Borejci, Gederovci, Gradišče, Krajna, Murski Črnci, Murski Petrovci, Petanjci, Rankovci, Sodišinci, Tišina, Tropovci, Vanča vas.

## Okolí občiny
Sousedními občinami jsou: Cankova na severozápadě, Puconci na severu, Murska Sobota na východě a Radenci na jihozápadě. Na západě sousedí s rakouským městem Bad Radkersburg.